# Костенко, Анатолий Иванович
Анатолий Иванович Костенко (бел. Анатоль Іванавіч Касценка; род. 27 января 1940, Матвеев, Красноармейский район, Краснодарский край) — военный деятель СССР, военный и государственный деятель Республики Беларусь, генерал-полковник (1989), министр обороны РБ (1994—1995).

## Биография
Окончил Киевское Суворовское военное училище в 1959 году, Одесское высшее общевойсковое командное училище в 1962 году, Военную академию имени М. В. Фрунзе в 1970 году и Военную академию Генерального штаба Вооружённых Сил имени К. Е. Ворошилова в 1981 году.
Службу проходил в Группе советских войск в Германии (1962—1967), командиром 122-го отдельного мотострелкового батальона (1970—1971), начальником штаба 296-го гвардейского мотострелкового Минско-Гданьского полка (1971—1973), командиром 307-го гвардейского учебного мотострелкового полка, начальником штаба 45-й гвардейской учебной танковой Ровенской дивизии (1973—1979) Белорусского военного округа, командиром 18-й пулеметно-артиллерийской дивизии на острове Итуруп, Сахалинская область (июль 1981 — 1984), командиром 25-го армейского корпуса на Камчатке (1984 — апрель 1985), командующим 5-й гвардейской общевойсковой армией (апрель 1985 — октябрь 1987) Дальневосточного военного округа, первым заместителем командующего (октябрь 1987 — октябрь 1989) и командующим (октябрь 1989 — апрель 1992) войсками Белорусского военного округа.
28 июля 1994 года назначен Министром обороны Республики Беларусь. Находился на посту до 6 июня 1995 года. После отставки работал военным атташе при Посольстве РБ в Бенилюксе, военным представителем Белоруссии в НАТО.
Награждён орденами Красного Знамени, Красной Звезды, «За службу Родине в Вооружённых Силах СССР» 2 и 3 степени, медалями.